# 清明駅
清明駅（せいめいえき）は、福井県福井市今市町にある、福井鉄道福武線の駅。駅番号はF14。

## 歴史
建設中の仮称は「今市駅」であったが、駅名は福井鉄道が「清明」「下荒井」「今市」の3案について、住民による投票を行い、「清明駅」に決定した。
平成23(2011)年3月20日に、新駅の開業記念式典を予定していたが、3月11日「東日本大震災」が発生したため行事は中止された。先着200人に一日乗車券などの記念品が手渡された。
。

### 年表
- 2008年（平成20年）：江端駅～ハーモニーホール駅間に新駅を開設することを法定協議会で決定[3]
- 2009年（平成21年）10月：江端駅～ハーモニーホール駅間の新駅についての説明会開催[3]

- 2011年（平成23年）3月20日：新設開業[1][2]。
- 2019年（令和元年）11月8日：福井銀行と福井新聞社が発行・運営する電子マネー「JURACA」を利用したICカード決済の実証実験を当駅と福井城址大名町駅にて実施（同年11月20日まで）[4][5][6][7]。

## 駅構造
単式1面1線で長さ40メートルのホームを持つ地上駅で無人駅。清明駅と同日に開業した泰澄の里駅も同じ構造となっている。

## 駅周辺
- 福井県道181号東郷麻生津線
- 福井県道229号福井鯖江線
- アルビス 福井南店
- 福井市清明小学校

## 隣の駅
福井鉄道
■福武線
■急行・■区間急行・■臨時急行
通過
■普通
ハーモニーホール駅 (F13) - 清明駅 (F14) - 江端駅 (F15)